# Емі Чоу
Емі Чоу  (англ. Amy Chow, 15 травня 1978) — американська гімнастка, олімпійська чемпіонка та педіатр.

## Виступи на Олімпіадах
| Олімпіада    | Дисципліна        | Місце              |
| ------------ | ----------------- | ------------------ |
| Атланта 1996 | абсолютний залік  | 95 (кваліфікація)  |
| Атланта 1996 | командний залік   | 1                  |
| Атланта 1996 | опорний стрибок   | 11 (кваліфікація)  |
| Атланта 1996 | різновисокі бруси | 2T                 |
| Сідней 2000  | абсолютний залік  | 14                 |
| Сідней 2000  | командний залік   | 3                  |
| Сідней 2000  | вільні врави      | 21T (кваліфікація) |
| Сідней 2000  | опорний стрибок   | 15T (кваліфікація) |
| Сідней 2000  | різновисокі бруси | 48T (кваліфікація) |
| Сідней 2000  | колода            | 15T (кваліфікація) |